# Antoine Chevrier (sacerdote)
Antoine Chevrier (Lyon, 16 de abril de 1825 – Lyon, 2 de octubre de 1879) fue un sacerdote católico francés y miembro de la Tercera Orden de San Francisco. Fue el fundador de las Hermanas del Prado y la Asociación de Sacerdotes del Prado. Su misión pastoral estuvo enfocada en el servicio y la educación de niños pobres en áreas periféricas durante toda su vida.
Fue beatificado por la Iglesia Católica el 4 de octubre de 1986 con motivo de la visita del papa Juan Pablo II a Francia.

## Biografía
Antoine Chevrier nació en Pascua el 16 de abril de 1825. Fue el único hijo de sus padres y recibió el bautismo el 18 de abril. Heredó de su padre un espíritu humilde y amable, mientras que su madre le transmitió su carácter enérgico y pasional. Tomó su primera comunión en 1837.

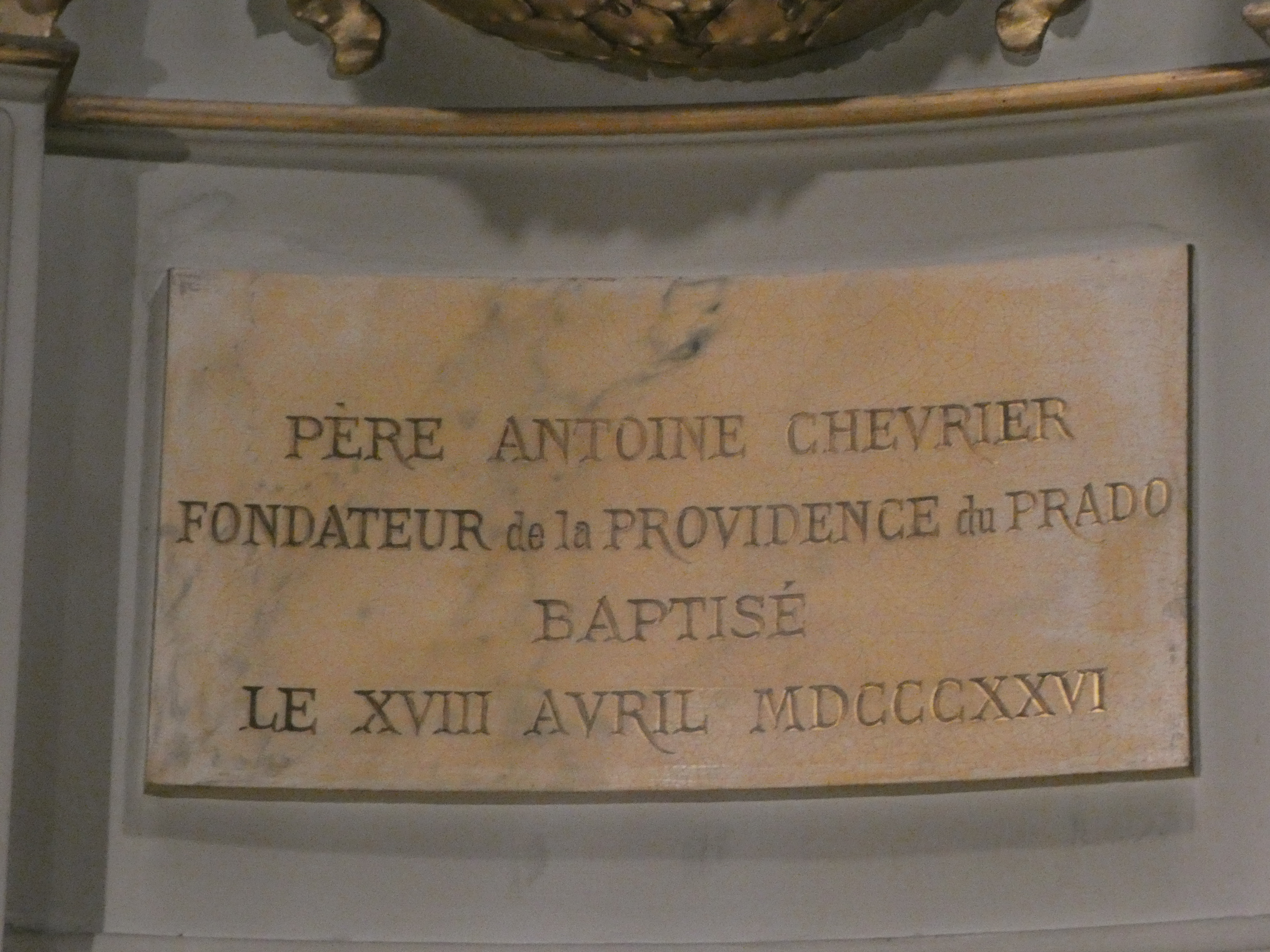
Placa conmemorativa del bautismo de Chevrier en la Iglesia de San Francisco de Sales de Lyon.

En 1840, a la edad de 14 años, un cura párroco le preguntó si tenía interés en convertirse en sacerdote. A pesar de nunca habérselo planteado, respondió positivamente y se decidió a ingresar al clero a partir de ese momento. Chevrier comenzó sus estudios sacerdotales a la edad de diecisiete años en 1842. Se le impuso la casulla en octubre de 1846 y recibió la tonsura en 1847.
Antes de su ordenación se había mostrado deseoso de dedicarse a las misiones en el extranjero, pero su madre se le opuso, alegando: "Eres un ingrato, señor, un mal hijo. ¿Piensas que te crié para que te comieran los salvajes? ¡Ya puedes encontrar salvajes en Lyon! Si te vas y me desobedeces, te desconoceré como hijo". Fue ordenado sacerdote el 25 de mayo de 1850 por el cardenal Louis Jacques Maurice de Bonald y fue enviado como asistente a Saint-André de la Guillotière, donde se vería perturbado por las miserables condiciones de vida de la población. Respecto del sufrimiento, escribiría más adelante: "¿Sabes qué es lo que hace a los hombres? El sufrimiento, las dificultades, las mortificaciones. El hombre que nada ha sufrido no sabe nada ni es bueno para nada".
En un sermón sobre la pobreza, añadiría que: 
mientras los grandes de la tierra se enriquezcan, mientras las riquezas del mundo se mantengan encerradas en las manos avariciosas de los pocos que las buscan, la pobreza aumentará, las oportunidades laborales se reducirán y los salarios seguirán impagos. Vemos pobres obreros, que trabajan desde el amanecer del día hasta tarde en la noche, con suerte ganar lo suficiente para conseguir su pan y el de sus hijos.
En la noche del 31 de mayo de 1856 participó en los rescates de las víctimas de una gran inundación causada por una tormenta. En Nochebuena de 1856, durante una meditación frente a una imagen de la cuna del niño Jesús, decidió que su misión sería evangelizar y cuidar de la población más pobre, fin para el que posteriormente crearía su congregación religiosa. Esta experiencia sería luego descrita como su conversión. En enero del año siguiente consultaría en Ars-sur-Formans al sacerdote y posterior santo Juan María Vianney, quien lo alentaría y apoyaría en su misión. Chevrier pidió dejar su parroquia para perseguir sus objetivos y, luego de un encuentro con el entonces laico Camille Rambaud en junio de 1857, se confirmó en su propósito. Algunas familias comenzaron a enviarle a sus hijos involucrados en actividades delictivas para que lo acompañaran y fueran educados por él, mientras que a pedido de otras llevó a vivir consigo a varias personas recién salidas de la cárcel.

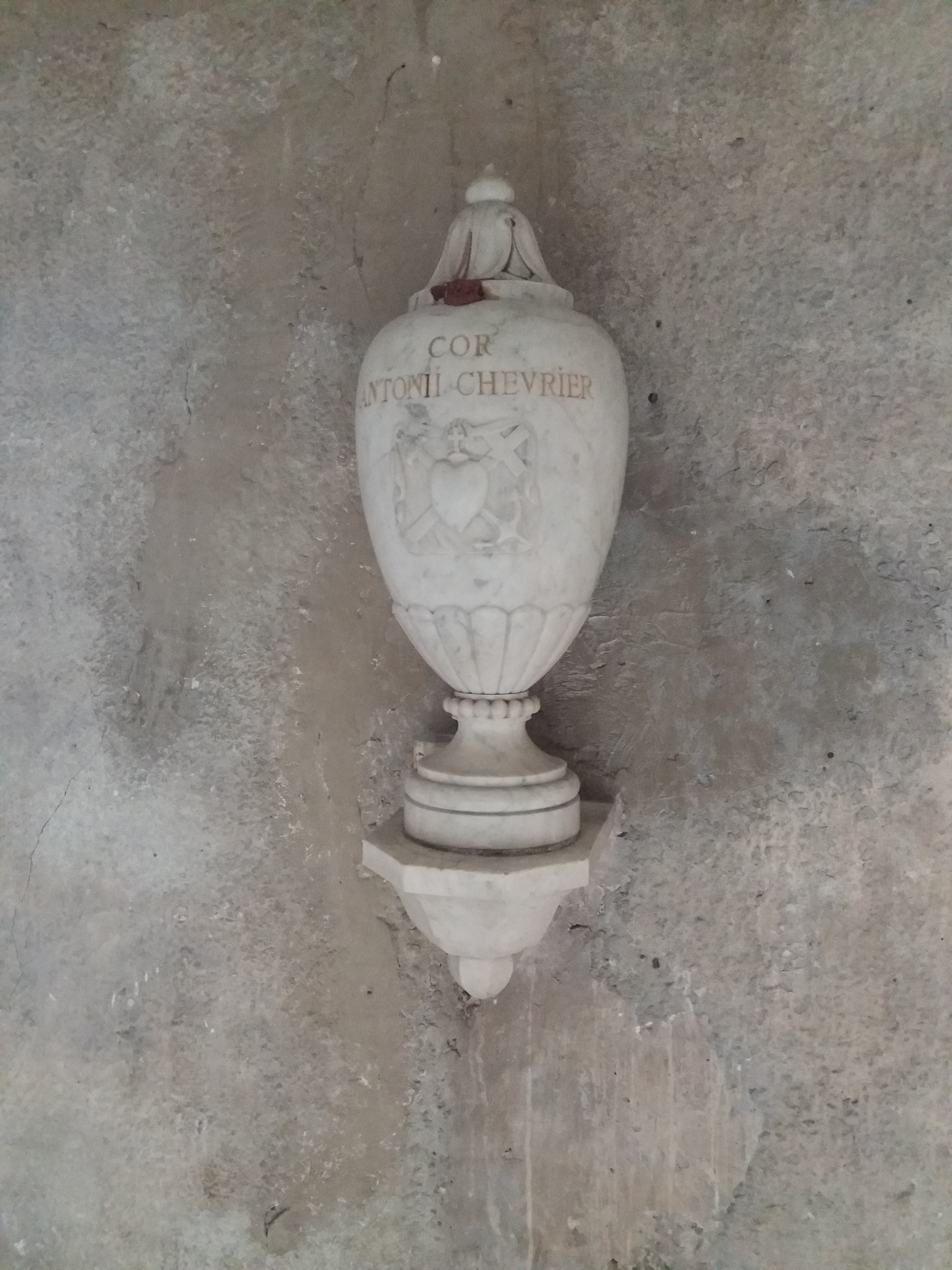
Urna donde se conserva el corazón de Chevrier a modo de reliquia.

En 1859 se convirtió en miembro profeso de la Tercera Orden de San Francisco. El 10 de diciembre de 1860 compró un salón de baile abandonado en el que estableció una capilla y un refugio para niños pobres de las zonas periféricas, en el que recibían educación. A lo largo de su vida recibiría alrededor de 2400 adolescentes. En 1866 abrió una escuela clerical, que luego se convertiría en su instituto masculino, para aspirantes al sacerdocio. Su primera promoción fue ordenada en Roma en 1876. La rama femenina de su organización, las Hermanas del Prado, abrieron no poco después del establecimiento anterior. Se cuenta que, ante el caos y los disturbios sociales sufridos por Francia en 1871 tomó parte importante en el apaciguamiento de los conflictos al ocupar las calles de Lyon con la procesión de Corpus Christi, que los manifestantes no se atrevieron a interrumpir.

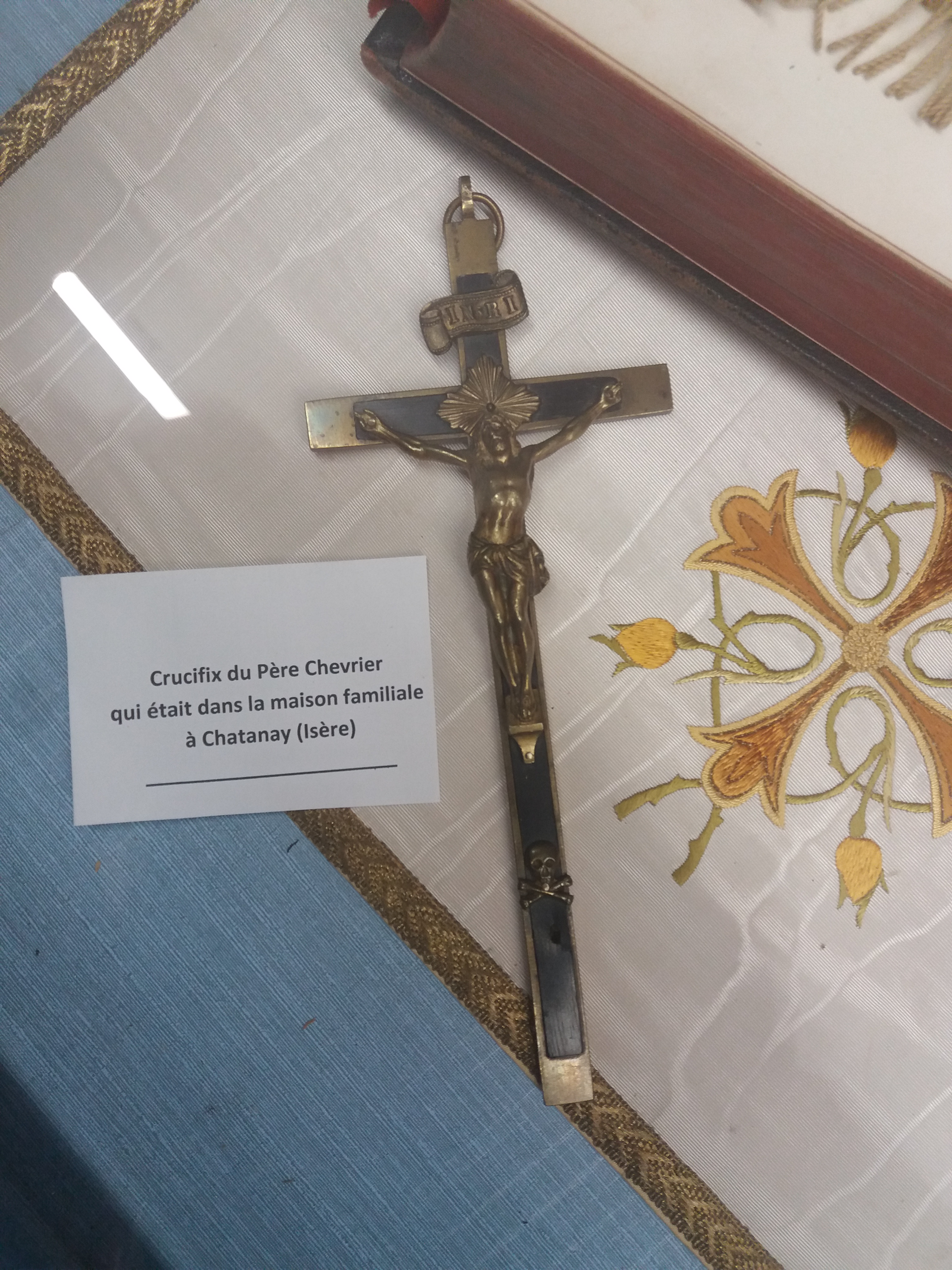
Crucifijo personal usado por Chevrier.

Chevrier también se desempeñó como escritor y fue autor de las obras El discípulo de Jesucristo y Dios envía las revoluciones. En esta última, criticaba a los sacerdotes que actuaban con avaricia y su excesivo apego a los bienes materiales.
Enfermó en la primavera de 1874, dando comienzo a un largo período de enfermedades que se prolongaría hasta su muerte. Tras recuperarse viajaría cuatro meses a Roma para acompañar a sus futuros sacerdotes. Uno de ellos, sin embargo, abandonaría la obra para unirse a los Trapenses, mientras que los otros, ordenados en mayo de 1877, se mostraron reacios a volver con él.
Para septiembre de 1879 ya sabía que su muerte se encontraba próxima por el agravamiento de su enfermedad. Chevrier murió el 2 de octubre de 1879 luego de sufrir una larga dolencia. Alrededor de 10000 personas asistieron a su funeral. Su congregación fue aprobada por el derecho diocesano en 1924 y fue incorporada a los Frailes Menores Conventuales en 1930. En octubre de 1959, la orden recibiría un decreto de alabanza papal de parte de Juan XXIII.
En 1942, la congregación contaba con 67 sacerdotes, que llegaron a ser seiscientos en 1958, ejerciendo su ministerio en setenta diócesis francesas.

## Beatificación

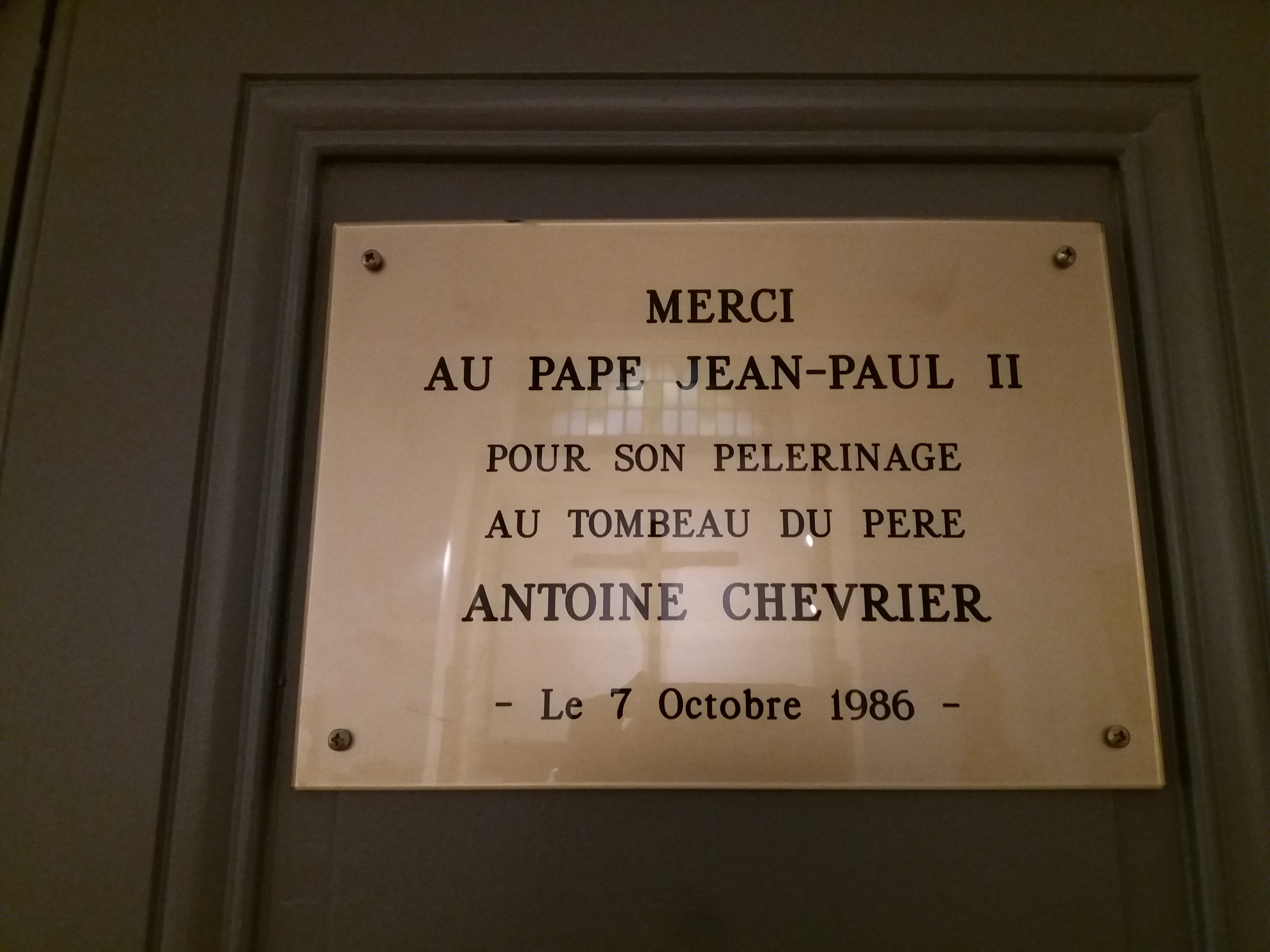
Placa conmemorativa de la visita de Juan Pablo II a la tumba de Chevrier el año de su beatificación.

Su proceso de beatificación comenzó con una investigación diocesana sobre su vida. Luego de un estudio sobre su ortodoxia, sus escritos recibieron el visto bueno de la Iglesia el 11 de enero de 1911.
La presentación formal de su causa, de todos modos, no fue concretada hasta el 11 de junio de 1913 bajo el pontificado de Pío X. Recibió entonces el título de siervo de Dios como primera etapa del proceso.
Luego de esto se abrió un segundo proceso, y tras la aprobación de ambos por la Sagrada Congregación de Ritos el 19 de noviembre de 1930, se dio inicio a una investigación particular de la causa por inspectores pontificios.
El 16 de enero de 1953 fue proclamado Venerable por Pío XII, reconociendo así la presencia de la virtud heroica en su vida.
El proceso de análisis de un milagro comenzó en su diócesis de origen y fue validado el 11 de noviembre de 1930. Juan Pablo II beatificó a Chevrier luego de aprobar la veracidad del hecho, durante una visita a Francia el 4 de octubre de 1986.